# The Modernity of Bob Brookmeyer
The Modernity of Bob Brookmeyer è un album di Bob Brookmeyer pubblicato dall'etichetta Clef Records nel gennaio del 1955. Le registrazioni dell'album erano state effettuate il 26 dicembre del 1954 a Hollywood (California).

## Tracce
Lato A
1. You Took Advantage of Me – 5:36 (Lorenz Hart, Richard Rodgers)
2. There Will Never Be Another You – 4:25 (Harry Warren, Mack Gordon)
3. What Is There to Say – 3:44 (Vernon Duke, Yip Harburg)
4. He Ain't Got Rhythm – 4:01 (Irving Berlin)

Lato B
1. Jasmin – 4:38 (Shorty Rogers)
2. The Bulldog Blues – 8:03 (Bob Brookmeyer)
3. Sticks and Stems – 5:34 (Bob Brookmeyer)

## Musicisti
- Bob Brookmeyer - trombone
- Jimmy Rowles - pianoforte
- Buddy Clark - contrabbasso
- Mel Lewis - batteria